# IC 1797
IC 1797 — галактика типу SBc () у сузір'ї Овен.
Цей об'єкт міститься в оригінальній редакції індексного каталогу.